# Le Bel costumé
Le Bel costumé est une œuvre de l'artiste français Jean Dubuffet, située à Paris, en France. Installée en 2000 dans les jardins des Tuileries, il s'agit d'une sculpture en époxy d'un personnage humanoïde.

## Description
L'œuvre prend la forme d'une sculpture de 4 m de haut, en époxy peint au polyuréthane.
La sculpture représente un personnage de forme humaine debout, le bras gauche légèrement levé. Elle est peinte de couleur bleue, rouge et blanche, en aplats ou en hachures, et divisées en sections par des traits noirs.

## Localisation
L'œuvre est installée près de la galerie du Jeu de Paume, musée qui avait consacré à Dubuffet sa première exposition.

## Historique
Le Bel costumé n'a pas été réalisé du vivant de l'artiste : elle a été exécutée en 1998 d'après une maquette conçue en 1973 ; l'œuvre devait à l'origine faire partie d'un ensemble monumental destiné à l'entrée d'une aile de la National Gallery of Art de Washington, aux États-Unis.
L'œuvre est installée dans les jardins des Tuileries en 2000, en même temps qu'une douzaine d'autres œuvres d'art contemporain.